# Коул, Нельсон
Нельсон Коул (англ. Nelson Cole; 18 ноября 1833 — 31 июля 1899) — бизнесмен и офицер армии США,  участник Гражданской войны и Индейских войн.

## Биография

### Ранние годы
Нельсон Коул родился 18 ноября 1833 года в Райнбеке, округ Датчесс, штат Нью-Йорк. Там же он вырос и получил образование, а затем работал на лесопилке в Нью-Йорке. Некоторое время руководил строительством завода по производству сахарного тростника на Кубе. В 1854 году Коул переехал в Сент-Луис и жил там, работая на лесопилке.

### Гражданская война
В начале Гражданской войны в США Коул пошёл добровольцем в армию Союза и в течение трёх месяцев служил капитаном роты А в  5-м Миссурийском пехотном полку. 10 августа 1861 года в битве при Уилсонс-Крик был тяжело ранен. После этого Коул был переведён в 1-й Миссурийский пехотный полк, где продолжал службу в чине капитана.
При осаде Виксберга он командовал батареей E 1-го Миссурийского легкого артиллерийского полка. 12 августа 1863 года был произведён в майоры, а 4 октября 1863 года ему было присвоено звание подполковника. В 1863 году Нельсон Коул был произведён в полковники 2-го Миссурийского лёгкого артиллерийского полка.

### Индейские войны
В конце Гражданской войны в 1865 году Коул и восемь батарей его 2-го Миссурийского лёгкого артиллерийского полка были отправлены в Омаху, Территория Небраска. Летом 1865 года принял участие в карательной экспедиции генерала Коннора против враждебных индейцев, в которой руководил восточной колонной.
1 июля 1865 года полковник Коул покинул Омаху с более чем 1400 солдатами и 140 фургонами с провизией. Его колонна проследовала вверх по течению реки Луп, а затем повернула восточнее Блэк-Хилс и 13 августа 1865 года прибыла к Литл-Миссури. Солдаты Коула в течение 900 км путешествия страдали от жажды и голода. 19 августа на реке Белл-Фурш, к северу от Блэк-Хилс, экспедиция Коула встретилась с колонной Сэмюэла Уокера. 1 сентября они вступили в бой с воинами лакота, напавшими на колонну. В дальнейшем стычки с индейцами происходили регулярно. В начале сентября Коул начал отступление к форту Ларами и был вынужден бросить свои фургоны после того, как сотни лошадей экспедиции погибли. Патрик Коннор обвинил в провале экспедиции Коула и Уокера, хотя на деле вина полностью лежала на самом генерале. Он изначально допустил много ошибок, самой серьёзной из которых стало то, что все скауты и проводники, почти две сотни, были сосредоточены в его колонне, тогда как Коул и Уокер отправились в незнакомую местность без проводников и хороших карт. 18 ноября 1865 года Нельсон Коул вышел в отставку и покинул армию Союза.

### Поздние годы
Нельсон Коул вернулся в Сент-Луис и продолжил заниматься бизнесом. В 1868 году, вместе со своим деловым партнером Стивеном Глассом, он открыл компанию Cole and Glass Manufacturing Company. В течение шести лет Коул работал в городском совете Сент-Луиса.
В мае 1898 года он вновь вернулся в армию в чине бригадного генерала волонтёров. Зимой 1898—1899 годов, командуя своей бригадой в Колумбии, Коул сильно простудился и в марте 1899 года демобилизовался из-за ухудшения здоровья. Нельсон Коул скончался от осложнений болезни 31 июля 1899 года в Сент-Луисе и был похоронен на кладбище Бельфонтейн.